# Memphis–Arkansas Bridge
Die Memphis–Arkansas Bridge, auch Memphis & Arkansas Bridge, ist eine vierspurige Straßenbrücke über den Mississippi River zwischen West Memphis in Arkansas und Memphis in Tennessee. Sie führt die Interstate 55 sowie die U.S. Highways 60, 64, 70 und 79.
Neben der Hernando de Soto Bridge (Interstate 40) ist es die einzige Straßenverbindung über den Mississippi River in Memphis, wobei beide Brücken gemeinschaftlich von beiden Bundesstaaten betrieben werden. Das jeweilige durchschnittliche Verkehrsaufkommen auf beiden Brücken liegt bei circa 50.000 Fahrzeugen täglich. In unmittelbarer Nachbarschaft zur Memphis–Arkansas Bridge queren mit der Frisco Bridge und der Harahan Bridge noch zwei Eisenbahnbrücken den Fluss an dieser Stelle.

## Geschichte
Ab 1917 war die Harahan Bridge über den Mississippi die erste reguläre Straßenverbindung zwischen Memphis und dem Crittenden County (Arkansas). Die Eisenbahnbrücke führte je eine vier Meter breite Fahrbahn auf Kragträgern an den Außenseiten. Dies machte es nahezu unmöglich zu überholen und liegengebliebene Fahrzeuge blockierten den Verkehr. In den 1930er-Jahren war sie bereits Bestandteil mehrerer U.S. Highways und das tägliche Verkehrsaufkommen stieg auf über 10.000 Fahrzeuge, was regelmäßig zu den Spitzenzeiten zu Verkehrsstaus führte.
Seit 1939 setzte sich die Memphis and Arkansas Bridge Commission für den Bau einer neuen Straßenbrücke ein, deren Fertigstellung sich aber, bedingt durch den Eintritt der USA in den Zweiten Weltkrieg, bis 1949 verzögerte. 1944 wurde durch das Arkansas Highway and Transportation Department (AHTD) und das Tennessee Department of Transportation (TDOT) der Auftrag zum Bau einer vierstreifigen Brücke an das Unternehmen Modjeski and Masters vergeben, dessen 1940 verstorbener Firmengründer Ralph Modjeski schon am Bau der Frisco Bridge und Harahan Bridge beteiligt war. Die Arbeiten begannen zwar im August 1945, die Brücke konnte aber auf Grund von Materialengpässen erst am 17. Dezember 1949 für den Verkehr freigegeben werden.
Die Brücke wurde 2001 in das National Register of Historic Places aufgenommen (NRHP#: 01000139).

## Beschreibung
Die Fachwerkbrücke orientiert sich in ihrer Grundstruktur an den älteren Eisenbahnbrücken, um die vorhandenen Öffnungen für den Schiffsverkehr nicht zu beschränken. So wurden die vier Strompfeiler circa 50 Meter flussabwärts hinter die Strompfeiler der Frisco Bridge gebaut und die Fachwerkträger in gleicher Höhe über dem Fluss errichtet. Modjeski and Masters wählten unter der Leitung von Frank M. Masters für das Design der Hauptbrücke ebenfalls einen Gerberträger aus Stahl, in leicht anderer Konfiguration als bei den Eisenbahnbrücken. Mit einer Gesamtlänge von 861 m erstreckt er sich vom Widerlager auf der Memphis-Seite bis zum fünften Brückenpfeiler am Arkansas-Ufer, mit Spannweiten von 109,5 m, 240,9 m, 189,3 m, 189,3 m und 132,0 m. Die längste Spannweite wurde wie bei den beiden anderen Brücken durch einen circa 130 Meter langen Einhängeträger realisiert.
An die Hauptbrücke schließen sich auf der Arkansas-Seite zwei 132,6 m lange Warren-Fachwerkträger mit unten liegender Fahrbahn, sowie zwei kürzere mit oben liegender Fahrbahn an (53,6 m und 52,9 m). Den Abschluss bilden die 19 Balkenbrücken der Zufahrt über das Überschwemmungsgebiet des Mississippi, mit einer Länge von insgesamt 358,9 m. Für die gesamte Brücke ergibt sich somit eine Länge von 1591,7 m zwischen den Widerlagern. Die Brücke hat eine Breite von 19,8 m mit einer Fahrbahnbreite von 15,8 m und besitzt an den Außenseiten einen auskragenden Bereich für Fußgänger.